# 刘子歌
刘子歌（1989年3月31日—），辽宁本溪人，中国女子游泳运动员。她和焦刘洋、齊暉、龐佳穎並稱為「中國女子游泳隊的第二代四朵金花」。2008年奥运会、2013年游泳世锦赛女子200米蝶泳冠军和世界纪录保持者（2分01秒81），女子100米蝶泳亚洲记录保持者（56秒07）。

## 生平
刘子歌本名刘颀，但因“颀”字与“欣”字在字形上相似而经常被认错，在10岁左右改名为刘子歌，曾在中國「2008全国游泳冠军赛暨奥运选拔赛200米蝶泳」项目的比赛中，以2分07秒76达的优异成绩力压焦刘洋获得第一名，取得奧運參賽資格。在北京奧運游泳比賽上获得女子200米蝶泳金牌，并以2:04.18秒，打破澳洲杰茜卡·席佩尔原先保持的世界紀錄2:05.40秒。在2009年第十一届全国运动会代表上海队参赛，在10月21日進行的女子200米蝶泳中，劉子歌以2分1秒91的時間刷新了新的世界紀錄，並成為該小項的金牌得主。一個月後，劉子歌在瑞典首都斯德哥爾摩舉行的国际泳联短池世界杯中以2分2秒50的成績奪得女子200米蝶泳金牌，打破了該項目(短池游泳)的世界紀錄。
2012年，刘子歌代表中国出戰英國倫敦舉行的奥林匹克运动会游泳比賽女子200米蝶泳賽事，但状态一般，进入决赛只获得获第八名。
刘子歌为了增加训练时间，她已有6，7年没有回家过春节，甚至不使用手提电话和电脑。最终她以破世界纪录的成绩夺得奥运金牌。
2013年，沉寂五年的刘子歌重回世界巅峰，在巴塞罗那世锦赛上以2分04秒59夺得女子200米蝶泳冠军。
2016年9月24日，刘子歌与教练金炜在北京举行婚礼，两人相差23岁，金炜有过婚史育有一子一女。